# NGC 5927
NGC 5927 est un amas globulaire situé dans la constellation du Loup à environ 24 800 a.l. (7.6 kpc) du Soleil et à 14 700 a.l. (4,5 kpc) du centre de la Voie lactée. Il a été découvert par l'astronome écossais James Dunlop en 1826. 
La vitesse radiale héliocentrique de cet amas est égale à (-107,5 ± 1,0) km/s. 

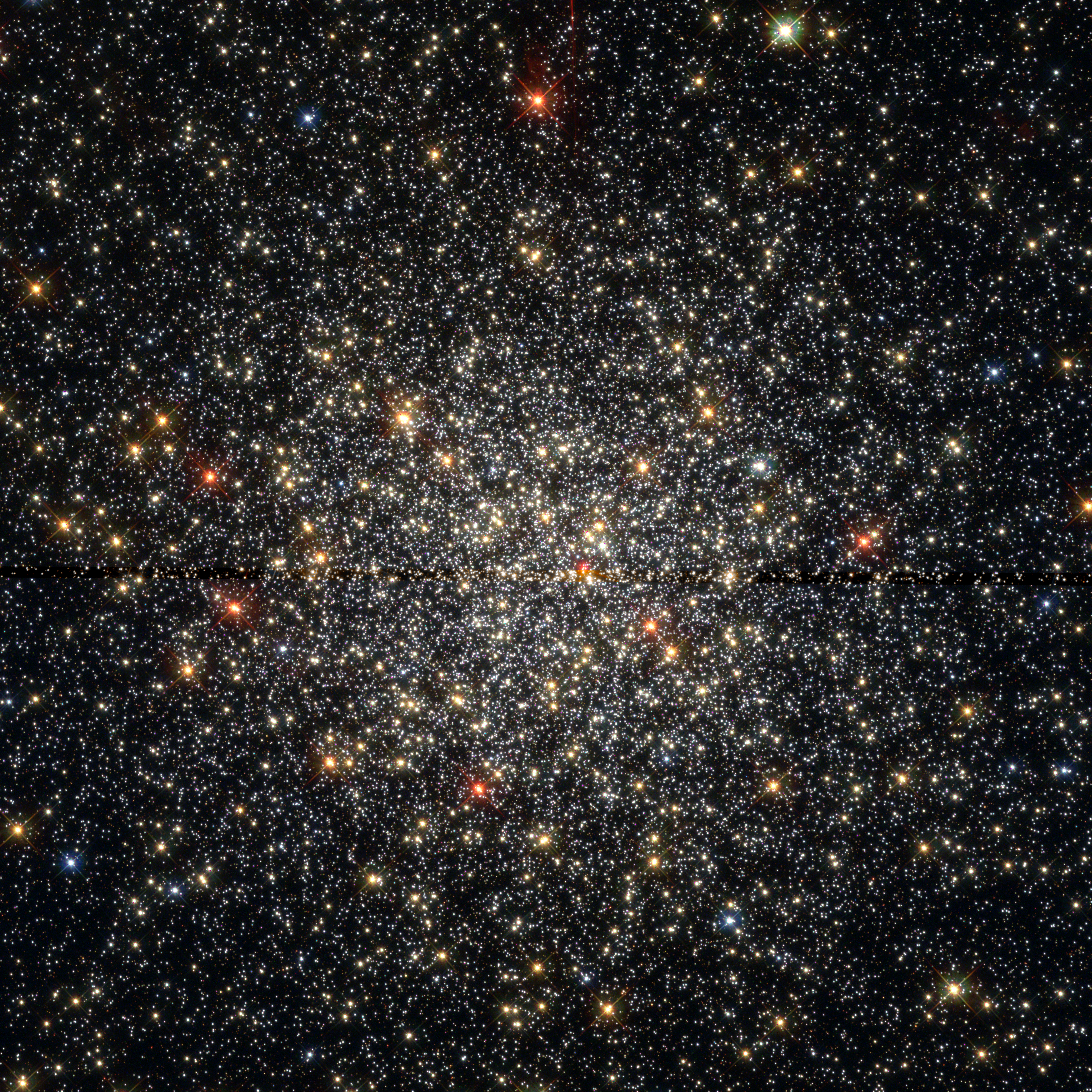
NGC 5927 par le télescope spatial Hubble.

Selon Forbes et Bridges, sa métallicité est estimée à -0,64 [Fe/H] et son âge d'environ 12,67 milliards d'années.
Selon une étude publiée en 2011 par J. Boyles et ses collègues, la métallicité de l'amas globulaire NGC 5927 est égale à -0,49 et sa masse est égale à 338 000{\displaystyle M_{\odot }}. Dans cette même étude, la distance de l'amas est estimée à environ 7,7 kpc (∼25 100 al).